# Воспитывая Хоуп
Воспитывая Хоуп (англ. Raising Hope) — американский комедийный телесериал, транслировавшийся на канале FOX с 21 сентября 2010 по 4 апреля 2014 года.

## Сюжет
23-летний Джимми вынужден один растить свою маленькую дочь Хоуп после того, как её мать, с которой он провёл одну ночь, оказывается в камере смертников. В этом деле ему помогают родители, которые не намного больше его самого знают о воспитании детей. Отдельной проблемой для всей семьи является прабабушка Джимми — Мэй Мэй, страдающая старческим слабоумием.

## Герои

### Главные герои
- Джеймс Бон Джови «Джимми» Ченс (Лукас Нэфф) — работает вместе с отцом, (садовник, чистильщик бассейнов), позже устроился в «Howdy`s Market». Не учился в колледже, не окончил школу. Некоторое время находился в субкультуре готов. Есть дочь — Хоуп. Женился на Люси (матери Хоуп), пока та была в тюрьме, зная, что её всё равно казнят. Влюблён в Сабрину, которая в 3-м сезоне становится его женой.
  - Трэйс Гарсия — маленький Джимми.
  - Мейсон Кук — 8-летний Джимми.
  - Грейсон Ченс — 13-летний Джимми.
- Хоуп Ченс (Бэйли и Райли Крегут) — дочь Джимми и Люси. Первые полгода своей жизни провела в тюрьме, вместе с матерью. Считает мамой Сабрину Коллинз. При рождении была названа матерью Принцесса Бейонсе.
  - Молли Морген Ламонт — 13-летняя Хоуп.
- Вирджиния Ченс (Марта Плимптон) — мать Джимми, жена Берта, бабушка Хоуп. Родила сына в 15 лет. Воспитывалась бабушкой и дедушкой. Осталась жить в их доме вместе с мужем и сыном. Работает уборщицей в фирме «Тук, тук, тук». Не окончила школу.
  - Келли Хейер — Вирджиния в подростковом возрасте.
  - Дезри Купер — 8/10-летняя Вирджиния.
- Берт Ченс (Гаррет Диллахант) — полное имя — Энгелбёрт Джебидайя Ченс. Отец Джимми, муж Вирджинии, дедушка Хоуп. Ему было 17, когда родился сын, мечтал стать рок-звездой, но ничего не вышло из-за рождения Джимми, работает садовником и чистильщиком бассейнов. Не окончил школу.
- Сабрина Мари Коллинз (Шеннон Вудворд) — жена Джимми. На протяжении первого сезона встречается с Уайатом, после их расставания начинает встречаться с Джимми, в третьем сезоне они женятся. Работает в магазине «Howdy`s Market». Её родители очень богаты, но она сознательно отказывается от их денег, чтобы жить на свои, честно заработанные. Получила в наследство от бабушки дом.
- Барбара Джун (Мей-мей) Томсон (Клорис Личмен) — прабабушка Джимми, бабушка Вирджинии, прапрабабушка Хоуп. Страдает старческим слабоумием. Часто забывает, что её муж Уилфред умер, и принимает за него Бёрта или Джимми. Часто ходит без одежды, забывает, кто она, кто её родственники. Кусается, успокаивается, если в лицо брызгать водой. Прекрасно играет на пианино.

### Второстепенные персонажи
- Барни Хьюз (Грегг Бинкли) — управляющий магазином «Howdy`s Market». Воспитывался в семье лесбиянок. Добрый, отзывчивый, любит готовить, хороший друг. Раньше был очень полным, но благодаря операции по уменьшению желудка сильно похудел. Хорошо ладит с Барбарой Джун.
- Шелли (Кейт Микуччи) — двоюродная сестра Сабрины. Открыла детский сад для детей, стариков и собак на заднем дворе дома. Играет на укулеле. Раньше имела мёртвый зуб, который считала поводом заводить разговор с новыми людьми и который, по её мнению, придавал ей индивидуальность, но позже поняла, что это отпугивает людей, и заменила его.
- Фрэнк Маролла (Тодд Гибенхайн) — работник «Howdy`s Market». Странный парень, построил в своём доме миниатюрный Нейтсвилль. Хорошо ладит с Барбарой Джун.
- Люси Карлайл (Бижу Филлипс) — серийная убийца. Мать Хоуп, бывшая жена Джимми. Выжила после казни на электрическом стуле, была оправдана и выпущена на свободу, получила опеку над Хоуп, но пострадала в аварии (её сбил автобус), все сочли её мёртвой, но она снова выжила и находилась под домашним арестом отца. Сбежала на свадьбу Джимми и Сабрины, но снова была поймана.
- Уайат Джилл (Райан Дум) — бывший парень Сабрины.

## Обзор сезонов
| Сезон | Сезон | Эпизоды | Дата показа      | Дата показа    | Рейтинг Нильсона | Рейтинг Нильсона       |
| Сезон | Сезон | Эпизоды | Премьера         | Финал          | Ранк             | Зрители США (миллионы) |
| ----- | ----- | ------- | ---------------- | -------------- | ---------------- | ---------------------- |
|       | 1     | 22      | 21 сентября 2010 | 17 мая 2011    | 85               | 6.45                   |
|       | 2     | 22      | 20 сентября 2011 | 17 апреля 2012 | 106              | 5.64                   |
|       | 3     | 22      | 2 октября 2012   | 28 марта 2013  | 106              | 4.56                   |
|       | 4     | 22      | 15 ноября 2013   | 4 апреля 2014  | 144              | 2.69                   |

## Реакция
Сериал получил в целом положительные оценки от критиков, прежде всего была хорошо оценена актёрская игра Плимптон и Диллаханта. Первый сезон шоу получил оценку 83 % на Rotten Tomatoes и 75 % на Metacritic. Том Джилатто назвал сериал лучшим ситкомом телесезона 2010 года и сравнил его с «Малкольмом в центре внимания». Хотя также Raising Hope имело и критические отзывы, к концу сериал практически везде оценивался положительно.
Он демонстрировался по вторникам в 9 часов. 9 апреля 2012 года сериал был продлён на третий сезон. Премьера сезона 2 октября 2012 года. 10 марта 2014 года канал закрыл сериал после четырёх сезонов.

### Рейтинги
| Сезон | Временной интервал (ET/PT)                                                                                                 | Эпизоды | Премьера         | Премьера                       | Закончилась    | Закончилась                  | Телесезон | Ранг | Количество зрителей (в миллионах) |
| Сезон | Временной интервал (ET/PT)                                                                                                 | Эпизоды | Дата и время     | Зрители премьеры (в миллионах) | Дата           | Зрители финала (в миллионах) | Телесезон | Ранг | Количество зрителей (в миллионах) |
| ----- | --- | ------- | ---------------- | ------------------------------ | -------------- | ---------------------------- | --------- | ---- | --------------------------------- |
| 1     | Вторник, 19:00 | 22      | 21 сентября 2010 | 7,48                           | 17 мая 2011    | 5,40                         | 2010–2011 | #85  | 6,45                              |
| 2     | Вторник, 21:30 (20 сентября 2011 г. — 21 февраля 2012 г.; 10—17 апреля 2012 г.) Вторник, 8:00 (6 марта — 3 апреля 2012 г.) | 22      | 20 сентября 2011 | 6,73                           | 17 апреля 2012 | 3,79                         | 2011–2012 | #106 | 5,64                              |
| 3     | Вторник, 20:00 Четверг, 21:00 (28 марта 2013)                                                                              | 22      | 2 октября 2012   | 3,90                           | 28 марта 2013  | 3,28                         | 2012–2013 | #106 | 4,56                              |
| 4     | Пятница, 9:00 и 21:30 вечера                                                                                               | 22      | 15 ноября 2013   | 2,35                           | 4 апреля 2014  | 1,52                         | 2013–2014 | #144 | 2,69                              |